# أندرو كوميسكي
أندرو كوميسكي (بالإنجليزية: Andrew Comiskey)‏ هو عالم عقيدة وكاتب أمريكي، ولد في 13 يناير 1958.